# You Talk
You Talk è un brano della band indie rock inglese Babyshambles, secondo singolo estratto dal secondo album del gruppo, Shotter's Nation. Lanciato sul mercato il 3 dicembre 2007, ha raggiunto il 54º posto nella classifica dei singoli del Regno Unito.
Il videoclip della canzone è stato girato nel Somerset il 21 ottobre 2007.
La copertina del singolo è stata disegnata dallo stesso Pete Doherty.

## Tracce
- 7" R 6750

1. You Talk
2. Revelations

- CD CDR 6750

1. You Talk
2. UnBiloTitled (acustica)
3. Carry On Up the Morning (acustica)

## Posizioni in classifica
| Classifica (2007)      | Posizione più alta |
| ---------------------- | ------------------ |
| Official Singles Chart | 54                 |